# Cheltenham League
De Cheltenham League is een Engelse regionale voetbalcompetitie. Er zijn 5 divisies en de hoogste divisie bevindt zich op het 14de niveau in de Engelse voetbalpiramide. De league is leverancier voor de Gloucester Northern Senior League.